# 291 a.C.
Il 291 a.C. (CCXCI a.C. in numeri romani) è un anno  del III secolo a.C.

## Eventi
- 1º gennaio - Roma: consacrazione del tempio di Esculapio.
- A Roma sono consoli: Lucio Postumio Megello (III) e Gaio Giunio Bubulco Bruto
- Sotto la Repubblica romana, nasce Venusia (l'attuale Venosa, comune in provincia di Potenza)